# Zbigniew Kawecki

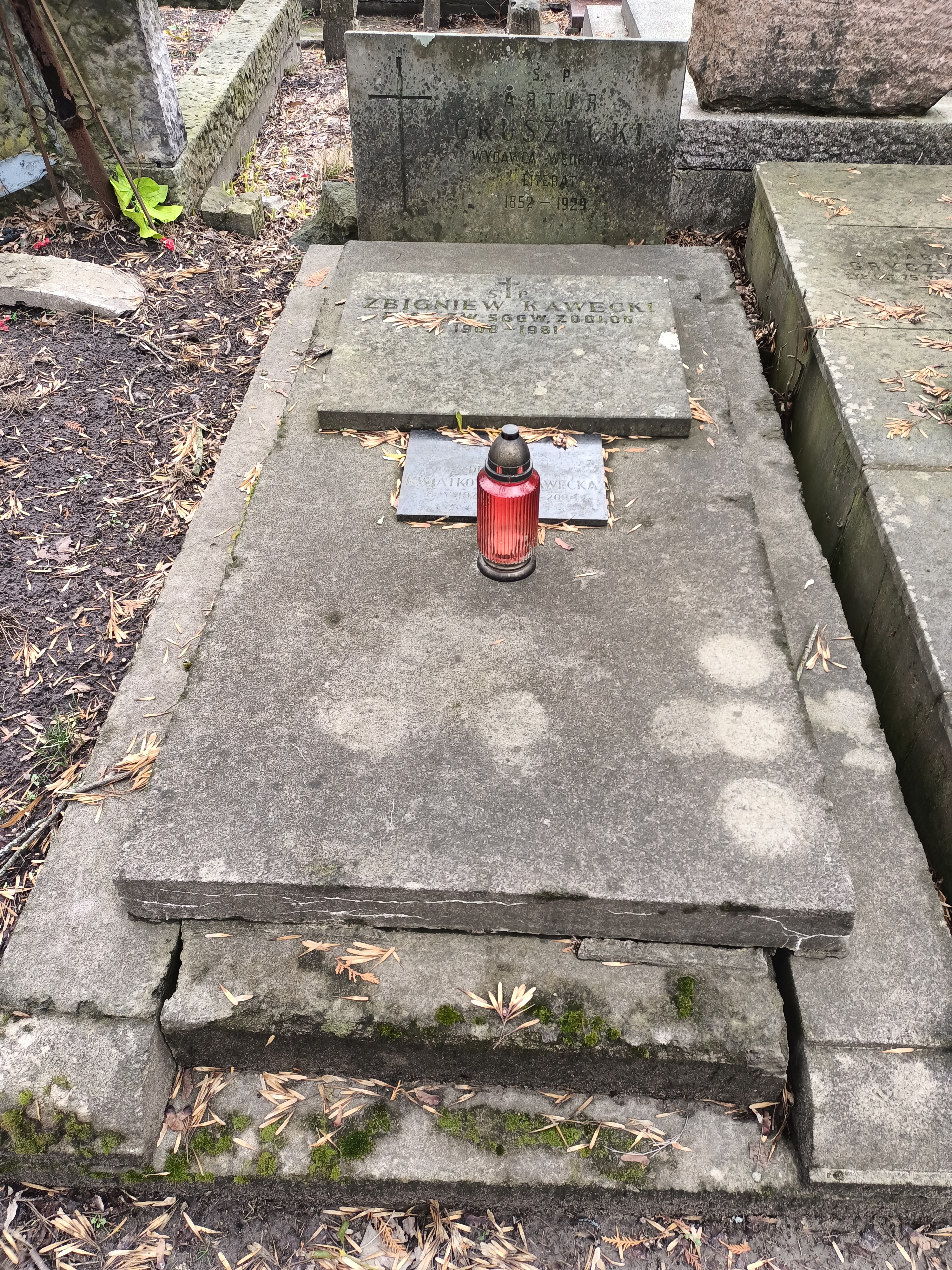
Grób Zbigniewa Kaweckiego na Cmentarzu Powązkowskim

Zbigniew Kawecki (ur. 26 marca 1908 w Jaworznie, zm. 29 stycznia 1981 w Warszawie) – polski entomolog.

## Życiorys
Syn Bolesława Franciszka i Krystyny Jadwigi z Abstorskich, wychowywał się we Lwowie, uczestniczył w obronie Lwowa. Studiował na Uniwersytecie Jagiellońskim, podczas studiów został asystentem w Stacji Ochrony Roślin. Był instruktorem ZHP, członkiem Związku Młodzieży Wiejskiej RP „Wici” oraz Związku Inteligencji Ludowej. W 1933 obronił doktorat. Od 1936 kierował Stacją Ochrony Roślin w Kielcach, podczas okupacji hitlerowskiej siedziba znajdowała się w Radomiu. Po wybuchu II wojny światowej, od listopada 1939 był żołnierzem SZP-ZWZ-AK, używał pseudonimu „Brzoza”. Ponieważ pracował w niemieckiej administracji wchodził w skład specjalnego zespołu, który podlegał bezpośrednio szefowi Oddziału II Wywiadu Komendy Okręgu Kielce. Uczestniczył również w konspiracyjnym ruchu ludowym Stronnictwa Ludowego „ROCH”, należał do jego kierownictwa wojewódzkiego. W latach 1943–1945 wykładał na tajnych kursach, po zakończeniu wojny został aresztowany i w latach 1945–1947 był internowany w ZSRR. Po powrocie do Polski został przywrócony do pracy na Uniwersytecie Jagiellońskim, gdzie w 1951 habilitował się. Od 1952 kierował Katedrą Zoologii na Wydziale Zoologicznym UJ. W 1953 przeszedł do powstałej Wyższej Szkoły Rolniczej, gdzie w 1957 został profesorem nadzwyczajnym, przez cały czas pracy kierował Wydziałem Zootechniki. Od 1958 przeprowadził się do Warszawy i związał zawodowo z SGGW, w 1964 został profesorem zwyczajnym, kierował Zakładem Entomologii Stosowanej od 1964 do przejścia na emeryturę w 1978.

## Praca naukowa
Zajmował się ochroną roślin, prowadził badania nad biologią i zwalczaniem mszyc i czerwców (Hemiptera, Sternorrhyncha); faunistyką, fizjografią i biologią czerwców (Hemiptera: Coccinea), a szczególnie misecznikowate (Coccidae). Zajmował się też zoologią stosowaną i historią nauk zoologicznych. Zainicjował badania nad czerwcami, był autorem monograficznego opracowania misecznikowatych jako szkodników roślin sadowniczych i ozdobnych, przygotował pierwszy w Polsce katalog czerwców, opisał 3 nowe gatunki, był autorem monograficznego opracowania biografii i spuścizny naukowej polskich zoologów. Jego dorobek naukowy obejmuje 130 publikacji naukowych w tym kilka poradników i podręczników.